# Frédéric Gigon
Frédéric Gigon (ur. 13 lutego 1973 w Lozannie) – liechtensteiński piłkarz szwajcarskiego pochodzenia występujący na pozycji obrońcy lub pomocnika, reprezentant Liechtensteinu w latach 1999–2003.

## Kariera klubowa
Wychowanek klubu FC Concordia Lausanne z rodzinnego miasta Lozanna w zachodniej Szwajcarii. W sezonie 1989/90 rozpoczął w tym zespole grę na poziomie seniorskim. W dalszej części kariery występował w innych amatorskich klubach z kantonu Vaud: FC Lutry, FC Stade Lausanne-Ouchy, FC Echallens oraz FC Baulmes, w barwach którego zakończył grę w piłkę nożną.

## Kariera reprezentacyjna
18 sierpnia 1999 zadebiutował w reprezentacji Liechtensteinu prowadzonej przez Ralfa Loose w towarzyskim meczu z Bośnią i Hercegowiną w Vaduz (0:0). Ogółem w latach 1999–2003 rozegrał w drużynie narodowej 23 spotkania, nie zdobył żadnego gola.

## Życie prywatne
Jest z pochodzenia Szwajcarem, paszport Liechtensteinu otrzymał dzięki pochodzeniu swojej babci. Z wykształcenia jest nauczycielem języka niemieckiego i geografii.